# A Fidzsi-szigetek a 2024. évi nyári olimpiai játékokon
A Fidzsi-szigetek a franciaországi Párizsban megrendezett 2024. évi nyári olimpiai játékok egyik részt vevő nemzete volt. Az országot az olimpián 7 sportágban 33 sportoló képviselte, akik egy ezüstérmet szereztek.

## Érmesek
| Érem  | Versenyző | Sportág | Versenyszám |
| ----- | --- | ------- | ----------- |
| Ezüst | Nemzeti válogatott Joji Nasova Joseva Talacolo Jeremia Matana Sevuloni Mocenacagi Iosefo Masi Ponepati Loganimasi Terio Veilawa Waisea Nacuqu Jerry Tuwai Iowane Teba Kaminieli Rasaku Selestino Ravutaumada Josaia Raisuqe Filipe Sauturaga | Rögbi   | Férfi       |

## Atlétika
Férfi
| Versenyző    | Versenyszám | Selejtező | Selejtező | Selejtező | Előfutam | Előfutam | Előfutam | Elődöntő | Elődöntő | Elődöntő | Döntő   | Döntő    |
| Versenyző    | Versenyszám | Idő       | Hely.     | Össz.     | Idő      | Hely.    | Össz.    | Idő      | Hely.    | Össz.    | Idő     | Helyezés |
| ------------ | ----------- | --------- | --------- | --------- | -------- | -------- | -------- | -------- | -------- | -------- | ------- | -------- |
| Waisake Tewa | 100 m       | 10,73     | 7.        | 26.       | kiesett  | kiesett  | kiesett  | kiesett  | kiesett  | kiesett  | kiesett | kiesett  |

## Asztalitenisz
Férfi
| Versenyző | Versenyszám | Selejtező         | 64-es főtábla                                 | 48-as főtábla     | 32-es főtábla     | Nyolcaddöntő      | Negyeddöntő       | Elődöntő          | Döntő             | Helyezés |
| Versenyző | Versenyszám | Ellenfél Eredmény | Ellenfél Eredmény                             | Ellenfél Eredmény | Ellenfél Eredmény | Ellenfél Eredmény | Ellenfél Eredmény | Ellenfél Eredmény | Ellenfél Eredmény | Helyezés |
| --------- | ----------- | ----------------- | --------------------------------------------- | ----------------- | ----------------- | ----------------- | ----------------- | ----------------- | ----------------- | -------- |
| Vicky Wu  | Egyes       |                   | Liam Pitchford (GBR) · 6–11, 3–11, 3–11, 2–11 | kiesett           | kiesett           | kiesett           | kiesett           | kiesett           | kiesett           | 33.      |

## Cselgáncs
Férfi
| Versenyző       | Versenyszám | Selejtező         | 32-es főtábla     | Nyolcaddöntő      | Negyeddöntő       | Elődöntő          | Vigaszág elődöntő | Bronz- mérkőzés   | Döntő             | Helyezés |
| Versenyző       | Versenyszám | Ellenfél Eredmény | Ellenfél Eredmény | Ellenfél Eredmény | Ellenfél Eredmény | Ellenfél Eredmény | Ellenfél Eredmény | Ellenfél Eredmény | Ellenfél Eredmény | Helyezés |
| --------------- | ----------- | ----------------- | ----------------- | ----------------- | ----------------- | ----------------- | ----------------- | ----------------- | ----------------- | -------- |
| Gerard Takayawa | Nehézsúly   |                   |                   |                   |                   |                   |                   |                   |                   |          |

## Rögbi

### Férfi

#### Eredmények
C csoport
| Hely. | Csapat                 | M | Gy | D | V | P+ | P– | Pk  | P | Továbbjutás                                  |
| ----- | ---------------------- | - | -- | - | - | -- | -- | --- | - | -------------------------------------------- |
| 1.    | Fidzsi-szigetek (FIJ)  | 3 | 3  | 0 | 0 | 97 | 36 | +61 | 9 | Bejutott a negyeddöntőbe                     |
| 2.    | Franciaország (FRA)    | 3 | 1  | 1 | 1 | 43 | 43 | 0   | 6 | Bejutott a negyeddöntőbe                     |
| 3.    | Egyesült Államok (USA) | 3 | 1  | 1 | 1 | 57 | 67 | −10 | 6 | Csoportharmadikként bejutott a negyeddöntőbe |
| 4.    | Uruguay (URU)          | 3 | 0  | 0 | 3 | 41 | 92 | −51 | 3 | Kiesett                                      |

| 2024. július 24. 17:00 |        | Fidzsi-szigetek (FIJ) | 40–12 | Uruguay (URU) |  | Stade de France, Saint-Denis |
| 2024. július 24. 17:00 | (19–7) |                       |       |               |  | Stade de France, Saint-Denis |

| 2024. július 24. 20:30 |        | Fidzsi-szigetek (FIJ) | 38–12 | Egyesült Államok (USA) |  | Stade de France, Saint-Denis |
| 2024. július 24. 20:30 | (33–5) |                       |       |                        |  | Stade de France, Saint-Denis |

| 2024. július 25. 15:30 |       | Fidzsi-szigetek (FIJ) | 19–12 | Franciaország (FRA) |  | Stade de France, Saint-Denis |
| 2024. július 25. 15:30 | (5–5) |                       |       |                     |  | Stade de France, Saint-Denis |

Negyeddöntő
| 2024. július 25. 22:00 |        | Fidzsi-szigetek (FIJ) | 19–15 | Írország (IRL) |  | Stade de France, Saint-Denis |
| 2024. július 25. 22:00 | (7–10) |                       |       |                |  | Stade de France, Saint-Denis |

Elődöntő
| 2024. július 27. 16:00 |       | Fidzsi-szigetek (FIJ) | 31–7 | Ausztrália (AUS) |  | Stade de France, Saint-Denis |
| 2024. július 27. 16:00 | (7–7) |                       |      |                  |  | Stade de France, Saint-Denis |

Döntő
| 2024. július 27. 19:45 |       | Franciaország (FRA) | 28–7 | Fidzsi-szigetek (FIJ) |  | Stade de France, Saint-Denis |
| 2024. július 27. 19:45 | (7–7) |                     |      |                       |  | Stade de France, Saint-Denis |

| Csapat                | Helyezés |
| --------------------- | -------- |
| Fidzsi-szigetek (FIJ) |          |

### Női

#### Eredmények
A csoport
| Hely. | Csapat                | M | Gy | D | V | P+  | P– | Pk  | P | Továbbjutás                                  |
| ----- | --------------------- | - | -- | - | - | --- | -- | --- | - | -------------------------------------------- |
| 1.    | Új-Zéland (NZL)       | 3 | 3  | 0 | 0 | 114 | 19 | +95 | 9 | Bejutott a negyeddöntőbe                     |
| 2.    | Kanada (CAN)          | 3 | 2  | 0 | 1 | 50  | 64 | −14 | 7 | Bejutott a negyeddöntőbe                     |
| 3.    | Kína (CHN)            | 3 | 1  | 0 | 2 | 62  | 81 | −19 | 5 | Csoportharmadikként bejutott a negyeddöntőbe |
| 4.    | Fidzsi-szigetek (FIJ) | 3 | 0  | 0 | 3 | 33  | 95 | −62 | 3 | Kiesett                                      |

| 2024. július 28. 17:30 |        | Fidzsi-szigetek (FIJ) | 14–17 | Kanada (CAN) |  | Stade de France, Saint-Denis |
| 2024. július 28. 17:30 | (0–12) |                       |       |              |  | Stade de France, Saint-Denis |

| 2024. július 28. 21:00 |        | Fidzsi-szigetek (FIJ) | 12–40 | Kína (CHN) |  | Stade de France, Saint-Denis |
| 2024. július 28. 21:00 | (7–19) |                       |       |            |  | Stade de France, Saint-Denis |

| 2024. július 29. 16:30 |        | Új-Zéland (NZL) | 38–7 | Fidzsi-szigetek (FIJ) |  | Stade de France, Saint-Denis |
| 2024. július 29. 16:30 | (21–0) |                 |      |                       |  | Stade de France, Saint-Denis |

9–12. helyért
| 2024. július 29. 20:30 |         | Fidzsi-szigetek (FIJ) | 22–28 | Brazília (BRA) |  | Stade de France, Saint-Denis |
| 2024. július 29. 20:30 | (10–21) |                       |       |                |  | Stade de France, Saint-Denis |

11. helyért
| 2024. július 30. 16:30 |        | Dél-afrikai Köztársaság (RSA) | 21–15 | Fidzsi-szigetek (FIJ) |  | Stade de France, Saint-Denis |
| 2024. július 30. 16:30 | (14–0) |                               |       |                       |  | Stade de France, Saint-Denis |

## Taekwondo
Női
| Versenyző              | Versenyszám | Nyolcaddöntő                 | Negyeddöntő       | Elődöntő          | Vigaszág elődöntő | Bronz- mérkőzés   | Döntő             | Helyezés |
| Versenyző              | Versenyszám | Ellenfél Eredmény            | Ellenfél Eredmény | Ellenfél Eredmény | Ellenfél Eredmény | Ellenfél Eredmény | Ellenfél Eredmény | Helyezés |
| ---------------------- | ----------- | ---------------------------- | ----------------- | ----------------- | ----------------- | ----------------- | ----------------- | -------- |
| Lolohea Navuga Naitasi | Váltósúly   | Julyana Al-Sadeq (JOR) · 0–2 | kiesett           | kiesett           | kiesett           | kiesett           | kiesett           | 11.      |
| Venice Traill          | Nehézsúly   | Rebecca McGowen (GBR) · –    |                   |                   |                   |                   |                   |          |

## Úszás
Férfi
| Versenyző   | Versenyszám | Előfutam | Előfutam | Előfutam | Elődöntő | Elődöntő | Elődöntő | Döntő   | Döntő    |
| Versenyző   | Versenyszám | Idő      | Hely.    | Össz.    | Idő      | Hely.    | Össz.    | Idő     | Helyezés |
| ----------- | ----------- | -------- | -------- | -------- | -------- | -------- | -------- | ------- | -------- |
| David Young | 50 m gyors  | 22,71    | 1.       | 40.      | kiesett  | kiesett  | kiesett  | kiesett | kiesett  |

Női
| Versenyző          | Versenyszám | Előfutam | Előfutam | Előfutam | Elődöntő | Elődöntő | Elődöntő | Döntő   | Döntő    |
| Versenyző          | Versenyszám | Idő      | Hely.    | Össz.    | Idő      | Hely.    | Össz.    | Idő     | Helyezés |
| ------------------ | ----------- | -------- | -------- | -------- | -------- | -------- | -------- | ------- | -------- |
| Anahira McCutcheon | 50 m gyors  | 26,88    | 5.       | 37.      | kiesett  | kiesett  | kiesett  | kiesett | kiesett  |

## Vitorlázás
Férfi
| Versenyző       | Versenyszám    | Futam | Futam | Futam | Futam | Futam | Futam | Futam | Futam | Futam | Futam | Futam   | Pontszám | Helyezés |
| Versenyző       | Versenyszám    | 1     | 2     | 3     | 4     | 5     | 6     | 7     | 8     | 9     | 10    | É       | Pontszám | Helyezés |
| --------------- | -------------- | ----- | ----- | ----- | ----- | ----- | ----- | ----- | ----- | ----- | ----- | ------- | -------- | -------- |
| Viliame Ratului | ILCA 7 (Laser) | 43    | 43    | 41    | 41    | 42    | 42    | 32    | 42    | X     | X     | kiesett | 283      | 43.      |

Női
| Versenyző     | Versenyszám           | Futam | Futam | Futam | Futam | Futam | Futam | Futam | Futam | Futam | Futam | Futam   | Pontszám | Helyezés |
| Versenyző     | Versenyszám           | 1     | 2     | 3     | 4     | 5     | 6     | 7     | 8     | 9     | 10    | É       | Pontszám | Helyezés |
| ------------- | --------------------- | ----- | ----- | ----- | ----- | ----- | ----- | ----- | ----- | ----- | ----- | ------- | -------- | -------- |
| Sophia Morgan | ILCA 6 (Laser radial) | 33    | 28    | 20    | 38    | 40    | 38    | 33    | 38    | 29    | X     | kiesett | 257      | 37.      |